# یواس‌اس بینبریج (۱۸۴۲)
یواس‌اس بینبریج (۱۸۴۲) (به انگلیسی: USS Bainbridge (1842)) یک کشتی بود که طول آن ۱۰۰ فوت (۳۰ متر) بود. این کشتی در سال ۱۸۴۲ ساخته شد.